# چوکنیاکوتا (پوتینا)
چوکنیاکوتا (به اسپانیایی: Chocñacota) یک کوه در پرو است. چوکنیاکوتا ۵٬۳۰۰ متر بالاتر از سطح دریا واقع شده‌است.